# 越南第二次北屬時期
越南第二次北屬時期（43年－544年，越南语：／?）是越南歷史上一段被中國統治的時期，是越南北屬時期的一部分。
公元40年，在徵氏姐妹的領導下，交州爆發了民變。43年，漢伏波將軍馬援領兵平叛，殺死二徵。交州重歸漢朝管轄，第二次北屬時期開始。
在這一時期，今越南地區曾先後被置於東漢、交州士氏政權、東吳、晉朝、劉宋、南齊、南梁、南陳的統治之下。541年，交州爆發了李賁起義。544年，李賁稱帝，建立萬春國政權，標誌著第二北屬時期的結束。

## 歷史沿革

### 東漢重建統治秩序
在東漢光武帝建國稱帝之初，越南北、中部隸屬漢廷統治，當時置有交趾、九真、日南等郡。公元40年，交趾麊泠豪族徵氏姊妹起事作反。漢廷派馬援率軍南下，於公元43年殲滅徵氏姊妹，平地定越地的各處叛亂。到日南郡南界時，樹立銅柱，以作漢朝國境的邊界。
馬援在越期間，曾推行過不少新措施，改革州郡的政治制度。如在交趾郡人口眾多的西于縣（當時有三萬二千戶），分設封溪、望海二縣。馬援行軍所過的郡縣，則修治城郭（《越史略》稱：「築為繭城，其圓如繭。」），穿渠灌溉，以便利當地民眾。又整理當地的「越律」與「漢律」，向越人頒佈施行。自此，以雒越為主的越人部落一直僅遵馬援的定制。馬援的做法，據中國大陸學者郭振鐸、張笑梅的論述，是要使郡縣制度在當地加緊推行，以使從州、郡、縣、鄉、亭各級，都能夠由中央朝廷指派官員，直接掌握軍事及行政。
東漢明帝時，任李善為日南太守。李善的管治「以惠愛為政」，務求「懷來異俗」，穩固漢廷對越地各族的統治。

### 日南地區的反抗及林邑建國
東漢中期，日南郡的象林地區發生了多次亂事。公元100年，「日南、象林蠻夷」二千餘人起事，寇掠百姓，燒毁官寺，當地郡縣政府旋即發兵討平，並置「象林將兵長史」一職，負責防備其患。漢廷又作出安撫措施，於101年賬貸「日南貧民及孤、寡、羸弱不能自存者」，並對於「象林民失農桑業者，賑貸種糧，稟賜下貧穀食」。不過，漢人在越地的統治仍相當鬆散。東漢順帝時的交趾太守周敞就曾於136年上書朝廷，稱「交土既遠，處九圍之外，北望京師，若瞻雲漢，宜有方伯，為國南藩」，指出漢廷在越地有必要設置權力較大的州牧為行政長官，以加強管理效能。但漢廷經過研究後，「朝議不許」，又任周敞為權力較低、僅有監察權的交州刺史。
其後，象林地區「蠻夷」的反抗行動日益熾烈。據《後漢書》的記載，137年，象林人區憐率數千人起事，攻擊象林縣，燒城寺，殺長吏。漢廷採取招誘手段，派交趾刺史張喬「開示慰誘」，以及九真太守祝良「招以威信」，於是「嶺外復平」，亂事暫時平息。然而，這次象林「蠻夷」的反抗只是林邑國（即占婆）立國的濫殤。中國大陸學者郭振鐸、張笑梅就認為：「如果指出林邑國建國的具體年代，也可說是在漢順帝永和二年（137年）」。
從此，東漢王朝便多次在日南地區周旋。144年，日南蠻夷攻燒城邑，交趾刺史夏方將之招降。157年，九真郡居風縣人朱達等因不滿縣令貪暴無度，便與當地「蠻夷」起兵，人數達四五千人，擊殺居風縣令及九真太守兒式。後來被九真都尉魏朗擊破，屯據日南，至160年漢廷委任夏方為交趾刺史，日南民眾才看在他「威惠素著」而降。178年，合浦郡的烏滸蠻為亂，迅即蔓延到九真、日南等地，到181年被交趾刺史朱儁擊破。
其後林邑國的情況，據《水經注》稱「自區連以後，國無文史，失其纂代，世數難詳，宗胤滅絕，無復種裔」。然而，據喬治·馬司培羅的研究指出，到中國的三國時代，該國便繼續有所活動。

### 東漢晚年及士燮時期
東漢晚年，交州的吏治情況有所好轉。184年，交趾駐兵造反，漢廷派賈琮為刺史。賈琮來到後便召開研訊，當地民眾供稱：「賦斂過重，百姓莫不空單，京師遙遠，告冤無所，民不聊生，故聚為盜賊。」賈琮了解到當地民情，於是採取一系列措施及手段，「各使安其資業，招撫荒散，蠲復傜役，誅斬渠帥為大害者，簡選良吏試守諸縣」。賈琮的做法相當見效，據《後漢書》及《大越史記全書》等中越典籍所載，賈琮深得交州人民的愛戴和歌頌。
繼賈琮之後，漢廷任交州人李進為刺史。李進曾向漢廷上書：「率土之濱，莫非王臣。今登仕朝廷，皆中州之士，未嘗獎勸遠人。」要求漢廷能提拔越人入仕，朝廷便下詔交州「有孝廉、茂才，許除補屬州長吏」，但「不得任中州」，即不能在中原一帶任官。適值有宿衛京師的交州人李琴等，向朝廷申訴「皇恩不均」，情意懇切，朝廷乃批准以交趾茂才一人為夏陽縣令（夏陽在今中國陝西省）、孝廉一人為六合令（六合在今中國江蘇省）。後來，李琴官至司隸校尉，日南人張重官至金城太守，成為越人為中國朝廷效力的典範。
在東漢末期中原內地的亂世當中，交州在士燮的管治下處於相對安定的狀態。士燮於187年出任交趾太守，其後，190年，交州刺史朱符被當地「夷賊」所攻殺，交州大亂，士燮便保境安民，由兄弟出任州內要職，其家族遂成為州內的重要勢力。據《三國志·吳志·士燮傳》載，「燮兄弟並為列郡，雄長一州，偏在萬里，威尊無上」。207年，曹操所委派的交州刺史張津被部將所殺，曹操便以劉表「闚看南土」為由，授任士燮「綏南中郎將，董督七郡，領交阯太守如故」，後來又增加「安遠將軍」、「龍度亭侯」等封銜，認同士燮在交州的政治地位。與此同時士燮憑著個人威望及品德，招攬中原人士，「體器寬厚，謙虛下士，中國士人往依避難者以百數」。於是當地文教甚為盛行，後來越南史家吳士連就稱讚：「我國（指越南）通詩書，習禮樂，為文獻之邦，自士王（士燮）始。」
210年，據有中國江東一帶的孫權委任步騭為交州刺史，授任士燮為左將軍，然而交州實權仍在士燮兄弟手中。到226年，士燮去世。士燮死後，孫權有感交州地殊遙遠，就將北部的合浦郡、蒼梧郡、桂林郡和南海郡劃為廣州，交州只保留交趾郡、九真郡、日南郡。士燮之子士徽抗命不服，但最終被東吳的廣州刺史呂岱等率兵討平，亦使越南歸入東吳統治。

### 六朝時期
226年，江東的東吳政權鏟除士氏家族，奪得交州的控制權後，吳大帝孫權便命呂岱為交州刺史。呂岱在當地任職十二年，形象廉潔，曾派使到海外宣揚東吳國威。248年，交趾、九真等地發生騷動，起事者攻沒城邑，孫權命陸胤為交州刺史及安南校尉，採取恩信招降及贈以財幣的方式，使當地人民歸順，交州恢復安寧。
中國北方地區的西晉成立之初，曾與東吳進行交州的爭奪戰。先是曹魏政權於263年吞併蜀漢時，適值交趾郡吏呂興殺太守造反，遣使到魏，要求內附，九真、日南兩郡亦響應。曹魏就乘機收取三郡，派爨谷出任交趾太守，到達時晉武帝司馬炎已取代曹魏，交州便成為西晉領土。東吳君主孫皓設法規復交州，268年派軍進擊，但被晉軍大敗。其後東吳派陶璜等率軍出戰，經過一輪戰事，到271年終於收回交州。陶璜父親陶基亦曾任交州刺史，在當地享有一定聲望，孫皓委任他為「使持節都督交州諸軍事、前將軍、交州牧」。到280年，西晉滅吳，陶璜仍保有交州，孫皓手書勸諭，陶璜才降。於是交州再度歸入西晉統治。
西晉統一中國後，交州歷經陶璜、吾彥兩任刺史，局面大體安寧。到西晉末、東晉初期，州務由督軍梁碩所把持，而局勢亦陷入混亂。梁碩曾與謀求割據交廣兩州的王機交戰，其後王機被廣州刺史陶侃所平後，梁碩自立為交址太守，擁立脩湛主管州事，但到322年，晉廷當權者王敦則派王諒任交州刺史，殺脩湛，梁碩因而造反。323年，梁碩殲滅王涼，割據交州，不久被陶侃派軍平定。晉廷便委任陶侃「兼領交州刺史」。
在整個東晉時期，交州時常處於內憂外患。交州南方的林邑國屢次北侵。而內憂方面，380年，發生九真太守李遜的叛變，並惹起林邑入侵，其後為交趾太守杜瑗所平。410年，曾在東晉內地的五斗米道起事者盧循入侵交州，但被當時的交州刺史杜慧度（又作杜惠度）擊破。
杜慧度在南朝宋初期繼續就任交州刺史，在他治下州政得到整頓，「禁斷淫祀，崇修學校，歲荒民饑，則以私祿賑給。為政纖密，有如治家，由是威惠沾洽，姦盜不起，乃至城門不夜閉，道不拾遺」。到南朝宋的後期，交州一度被當地人士所割據。468年，交州刺史劉牧死，交趾人李長仁趁機據據州造反，自稱刺史。該年十一月，李長仁向宋廷請降，自貶「行州事」，宋廷亦派刺史到交州赴任，但均形同虛設，州務由李長仁主理，交州遂處於割據狀態。李長仁死後，從弟李叔獻繼續專制交州。直到南朝齊時期，485年，南齊武帝派劉楷率軍入交州，李叔獻才懼而入朝，割據之局亦告終結。據學者呂士朋的見解，李長仁、李叔獻的專制交州是「開後來交州人士自謀獨立之先聲」。
在南朝梁時，505年，交州刺史李凱造反，被長史李畟所平。516年，阮宗孝反，亦被李畟所擊破。到541年，交州爆發規模龐大的李賁起事，第二次北屬時期亦至此終結。

### 與林邑國的關係
林邑國（即占婆）自東漢時期建國以後，便與中國歷朝交往密切，雙方既互通使節，又時起衝突，而交州治下的越南中、北地區，則常為交戰區域。
在東吳時期，於220年至230年間，交州刺史呂岱遣使「南宣國化」，林邑國亦遣使到吳訪問。但友好關係持續不久，到248年，林邑進攻交州轄下的交阯、九真等郡，甚而攻沒城邑。東吳軍隊再與林邑戰於古戰灣，喪失區粟之地。吳主孫權遂派員到林邑邊境，喻以恩信，雙方經過妥協後便罷兵停戰。到東吳晚期，林邑國范熊聯結扶南王范尋進攻交州郡縣，殺害吏民。吳主孫皓便派陶璜為交州刺史，對林邑作多年的征戰，才穩住當地局面。
西晉統治時，林邑王范逸於284年遣使到晉廷訪問。到4世紀中期，林邑在國王文治下日益助大，吞併鄰近的大岐界、小岐界、式僕、徐狼等部。范文因見交州治下的日南土地富饒，加以該郡民眾不滿東晉官員的管治，范文便乃於347年，乘機進攻日南，擊斃太守夏侯覽等五六千人，鏟平日南郡的西卷縣，日南失陷。交州刺史朱蕃與林邑相約，以日南北部的橫山為界。不久，范文撤回林邑，朱蕃派督護劉雄率兵回到日南，但旋即被林邑擊退。348年，范文進攻九真。349年，晉派征西督護滕畯率交廣軍隊，在日南郡盧容縣與范文軍隊爆發戰事，結果晉軍戰敗，退入九真。同年，范文死，由兒子范佛繼位。
林邑王范佛繼位後，351年，晉廷派滕畯與交州刺史楊平、九真太守灌邃等，率交廣兩州之兵征伐林邑。晉軍抵達日南境內，與范佛於舊治所開戰。范佛一度在城中堅守，但亦不敵晉軍，范佛出逃，與晉方議和結盟。到353年，交州刺史阮敷再度出兵日南，攻破林邑所設的城壘五十餘。359年，因林邑進侵交州邊境，交州刺史溫放之率兵，從水陸兩路攻打林邑本土，范佛便重求議和，交還日南，雙方以溫公浦為界。其後，范佛數度遣使到晉廷入貢，以作友好性質的訪問。
到東晉後期，399年，林邑國派兵攻打日南，並進至九德郡，先後擒獲日南及九德太守。交趾太守杜瑗派都護鄧逸率兵，將之擊破。407年，林邑再攻日南，交州刺史杜瑗再遣海邏督護阮斐成攻截擊，斬獲甚多。但當時東晉境內因有盧循之亂，戰事蔓延至交廣地區，林邑國王范胡達乃乘機於413年，進攻九真，卻被晉人杜慧期擊敗，俘獲林邑貴族及將領等百餘人。林邑與東晉交戰不斷的結果，中國典籍《晉書》便有所評論：「至義熙中（405年─418年），每歲又來寇日南、九真、九德等諸郡，殺傷甚眾，交州遂致虛弱，而林邑亦用疲弊。」
其後，林邑內亂數年，到420年，南朝宋交州刺史杜慧度派兵萬人南征林邑，林邑請降，並向宋廷致送大象、金銀、古貝等禮物。421年，林邑王陽邁一世遣使到宋廷入貢，並獲宋武帝冊封。但到陽邁二世時，於427年入侵日南、九德等郡。431年，林邑入貢宋廷。432年，陽邁二世派水兵入侵九真，交州刺史阮彌之派軍抵抗，驅逐至區粟而回。433年，陽邁二世遣使到宋廷，要求「領交州」，宋廷不許，陽邁二世因此大為憤恨，雖常遣使入貢，但亦常派兵入侵交州。446年，宋文帝派龍驤將軍交州刺史檀和之、太尉府振武將軍宗愨等征討林邑。戰前，宋帝提示檀和之，倘若林邑國能夠誠心求和，便可答允。檀和之派人向陽邁二世諭以恩信時，陽邁二世竟加以扣留，於是雙方進行交戰，經過一輪攻守，宋軍取得上風，宗愨部隊更攻克林邑（Campapura），陽邁二世出逃。此一征戰令林邑元氣大傷，「家國荒殄，時人靡存」。
此後，林邑國沒有再起兵進犯交州，與中國南朝宋（420年─479年）、齊（479年─502年）、梁（502年─557年）等王朝的關係趨於和好，多次遣使到華訪問進貢。

### 李賁起事
541年，交州人德州監李賁不滿出身梁朝宗室的刺史蕭諮暴虐，乃連附近地區起兵，蕭諮聞訊逃入廣州，李賁佔據州城龍編。梁武帝派軍征討，但途中遇上疾疫而回。李賁乃於544年，自稱「南越帝」，年號「天德」，越南史學上稱其政權為萬春國和前李朝。545年十一月，梁廷派楊瞟為交州刺史，陳霸先為司馬，率兵攻擊李賁。李賁不敵，逃至屈獠洞，後在該地死去，當地人將其首級呈交梁廷，時在548年三月。
陳霸先擊破李賁後，在梁朝中掌握大權，後更於557年奪取帝位，建立南朝陳，但無暇兼顧交州。而李賁兄李天寶等繼續反抗。到中國北方的隋朝滅陳後，交州尚有李佛子勢力，隋朝乃派兵將之平定。

## 歷任長官概況
- 李善：東漢明帝時，為日南太守。史稱「以惠愛為政，懷來異俗」。[43]
- 張恢：東漢明帝時為交趾太守，因貪贜被調回懲處。[44]
- 胡貢：為交趾都尉。
- 樊演：137年（東漢順帝永和二年），任交趾刺史。任內遇上日南象林人區憐起事，樊演攻之不勝。[7]
- 張喬：138年（東漢順帝永和三年），任交趾刺史，成功勸慰象林的起事者投降。[45]
- 祝良：永和年間（136年─141年）任九真太守，區憐起事，祝良「招以威信，降者數萬」，於是「嶺外復平」。[45]
- 周敞：136年任交趾太守，後調任交州刺史。[45]
- 夏方：在東漢順帝初年任交州刺史。任內交趾、九真等地發生動亂，夏方「誘以恩信」使之投降，其後遷入中國內地的桂陽任太守。到160年（東漢桓帝延熹三年），九真亂事再起，夏方再任交州刺史，他就任後「威惠素著，賊相率降」。[46]
- 楊扶：任交趾刺史。[46]
- 兒式：東漢桓帝永壽年間（155年─158年）任九真太守，因居風縣令貪暴，惹起朱達起事，兒式在戰事中戰死。[46]
- 魏朗（字少英）：任九真都尉。157年（東漢桓帝永壽三年），當地民眾起事，被魏朗討平。[47]
- 祝恬（字伯休）：任交州刺史，史稱他「政清恩溥，甚得民心」。[48]
- 葛祗：任交趾刺史，被賊所拘略。[49]
- 丁宮：東漢桓帝時任交州刺史。[50]
- 張磐（字子石）：東漢桓帝延熹年間（158年─167年）任交州刺史。[50]
- 士賜：東漢桓帝時任日南太守。[51]
- 劉操：《越史略》記載他是「桓帝時人」。[52]
- 周隅：《越史略》記載他是「靈帝時人」。[52]
- 虞歆：任日南太守，史稱「惠澤及民」。[53]
- 朱雋（字公偉）：178年（東漢靈帝光和元年），交州爆發梁龍等領導的叛變，漢廷任朱雋為交州刺史。朱雋經過一番部署，最終將事件討平。[53]
- 賈琮（字孟堅）：東漢靈帝中平年間（184年─188年）任刺史。在他之前的刺史均「率無清行，吏民怨叛」，他到任後整頓當地的政治、經濟，誅戮起事者，使當地獲得安寧。[54]
- 李進（字登高）：東漢靈帝時任交州刺史。學者武尚清據《嘉慶重修一統志》指出，他是交州人士，於中平年間（184年─188年）代賈琮任刺史。任內，向漢廷爭取到提拔交州人士在內地任官。[55]
- 周乘：任交州刺史，任內對「彊宗聚姦，長吏肆虐」的情況加以打擊。[56]
- 蹇蘭：漢廷派任交趾太守。[56]
- 賴先：漢廷派任交趾太守。[56]
- 黃蓋：東吳政權任為日南太守，後來「貪冒見逐」。[56]
- 儋萌：任九真太守，因私怨殺下屬番歆，番歆弟復仇殺萌。[57]
- 朱符：200年（建安五年）任交趾刺史，侵虐強賊，結果反被逐殺。[57]
- 張津（字子雲）：201年（建安六年）任交州刺史，與荊州的劉表不和，年年交戰，結果張津被將領區景所殺。[57]
- 賴恭：劉表任命為交州刺史，後被蒼梧太守吳巨所逐。[58]
- 綦毋闓：劉表任命為交州刺史。[59]
- 士燮（字威彥）：漢廷任為交趾太守，到郡後得到當地人尊敬。管治該郡達四十年。他的家族「並為列郡，雄長一方」。[60]
- 士䵋：士燮之弟，任九真太守。[61]
- 戴良：226年（東吳孫權黃武五年），士燮去世，東吳命戴良為交州刺史（只管轄交趾、九真、日南三郡）。戴良在途中被士燮之子士徽發兵攔阻。[62]
- 陳時：士燮死後，東吳派陳時擔任交趾太守，但被士燮之子士徽發兵攔阻。[62]
- 士徽：士燮之子，繼士燮任交趾太守，後被東吳將領呂岱所殺。[61]
- 步騭（字子山）：東吳孫權派步騭為交州刺史。[63]
- 呂岱（字定公）：226年（東吳孫權黃武五年），任交州刺史，率兵到該地，剷除士氏一族。任內又派使節從交州出發南下，宣示聲威，「扶南、林邑諸王遣使入貢」。[64]至240年拜为交州牧，246年出镇武昌。
- 薛綜（字敬文）：自少避地交趾，孫權命為合浦、交趾太守，與呂岱一同剷除士氏。[65]
- 吳邈：孫權時任交趾太守。[66]
- 陸胤（字敬宗）：248年（東吳孫權赤烏十一年），交趾、九真發生動亂，孫權任陸胤為交州刺史。陸胤「諭以恩信，務崇招納，遺以財帛」，於是「交域清泰」，陸胤因此獲加封「安南將軍」。[67]258年，自交州召还。
- 孫諝：東吳孫休孫休年間（258年─264年）任交趾太守，貪暴，當地民眾作亂，結果被下屬呂興所殺，投降西晉，九真、日南均響應。[67]
- 鄧荀：東吳朝廷鑑於孫諝貪暴，派鄧荀負責督察。然而鄧荀卻打算致送孔雀三十頭到東吳國都建業，導致交趾民眾不滿。呂興作反時，殺孫諝及鄧荀。[68]
- 吳興。[68]
- 霍弋，265年至271年，西晉任為交州刺史。[68]
- 陳襲：264年（東吳永安七年）任交州牧，郡治在龍編。[67]
- 虞汜（字世洪）：西晉佔領交州後，東吳孫皓派虞汜為監軍使者，與薜珝、陶璜等進攻交趾，擊敗晉軍，收復交趾、九真、日南三郡。其後虞汜獲授任為交州刺史。[69]
- 谷朗（字奉先，或作義先）：東吳任為九真太守。[70]
- 綦毋俊：東吳任為交州刺史。[71]
- 陶基：東吳任為交州刺史。[72]
- 修則：東吳任為交州都督。與晉軍作戰，敗死。[71]
- 劉俊：268年，東吳任為交州刺史，與晉軍作戰，敗死。[73]
- 董元：西晉任為九真太守。[74]
- 爨谷：西晉任為交趾太守。[74]
- 馬融：西晉任為交趾太守。[74]
- 楊稷：西晉任為交趾太守。[75]271年为交州刺史。
- 孟幹：曾參與西晉進攻交趾的戰事，被吳軍所擒。後來獲西晉任為日南太守。[75]
- 陶璜（字世英）：陶基之子，曾先後獲東吳（271年）、西晉（280年）任為交州刺史。史他「有謀策，周窮好施，能得人心」；「在南三十年，及卒，舉州號哭」。[76]290年去世。
- 吾彥（字士則）：290年，西晉任為交州刺史，史稱他「在鎮二十年，恩威宣著，南州寧謐」。[77]任至约303年。
- 顧秘（字公直）：303年，西晉任為交州刺史。[78]约309年，去世。
- 顧參：顧秘之子。约309年，顧秘死後，州人立顧參為刺史，領州事。[78]
- 顧壽：顧秘之子，顧參之弟。约310年，顧參死後，顧壽意圖繼承權力，但不獲州人接納，最終被梁碩迫害而死。[79]
- 陶威（一作陶咸）：前交州刺史陶琪之子。约310年，梁碩殺顧壽後，擁立陶威為交州刺史。[79]至314年，去世。
- 陶淑：陶威之弟，约晋成帝时，繼任為刺史。[80]
- 陶綏：《越史略》記載他是陶淑之子。[81]
- 王敦：晉朝權臣，為「鎮東大將軍，都督江、揚、荊、湘、交、廣六州諸軍事」。[80]
- 王機（字令明）：起兵進攻廣州、交州等地，並向王敦求得「交州刺史」名銜，但被新昌太守梁碩所拒。最後被陶侃討平。[80]
- 梁碩：任新昌太守，並自領交趾太守。他把持交州地區的官員任命，對抗王敦，史稱他「專威交土」。[82]
- 王諒（字幼成）：306年（西晉惠帝永興三年），王敦派王諒為交州刺史，意圖行刺梁碩，不果，323年，被梁碩所殺。[83]
- 陶侃（字士行）：討平梁碩等的作亂，323年至324年，因功「領交州刺史」。[84]
- 卞展：晉廷任為交州太守。[85]
- 褚陶（字季鴉）：晉廷任為九真太守。[85]
- 阮放（字思度）：324年，晉廷任為交州刺史。到州後，326年，死於暴疾。[86]
- 張璉（字君器）：约327年，任交趾刺史，328年（東晉成帝咸和三年），起兵造反，被擊破。[85]
- 傅詠：约晋成帝时，任交州刺史。[87]
- 李畴：约晋成帝时，任交州刺史。
- 夏侯覽：東晉穆帝永和年間（345年─356年）任日南太守，因「耽酒亂政」，被林邑王范文進攻，殺夏侯覽。日南遂被范文所據。[88]
- 姜壯：约339年至344年，晉廷任為交州刺史。[89]
- 朱蕃：约345年至348年，晉廷任為交州刺史。347年（東晉穆帝永和三年），林邑據日南，朱蕃先後派督護劉雄反擊，不利，林邑進一步進攻九真郡，晉軍在此役中有十之八九陣亡。朱蕃再遣督護滕畯征討，亦戰敗。[88]
- 楊平：351年（東晉穆帝永和七年）晉廷任為交州刺史。[90]
- 阮敷：353年（東晉穆帝永和九年），晉廷任為交州刺史，攻林邑，擊破五十餘壘。[91]
- 溫放之：约356年至362年，晉廷任為交州刺史。東晉穆帝升平年間（357年─361年），攻林邑，擊敗林邑王范佛，范佛請降。[91]
- 杜寶：晉廷任為交州刺史。[91]
- 滕含：晉廷任為交州刺史。升平末，再征林邑。[91]
- 葛洪（字稚川）：鑽研煉丹延壽之術，聞悉交趾出產丹砂，向晉廷要求出任該郡的句漏（苟屚）縣令。現代學者武尚清指出，葛洪在廣州被刺史所留，便在羅浮山煉丹，因此應沒有親到句漏上任。[89]
- 朱輔：《越史略》記載：「朱輔，秦苻堅時為刺史。」[81]
- 李遜：東晉晚期出任九真太守，父子均有相當權力，「威制交土」，後被交趾人杜瑗所殺。[89]
- 滕遯之：约380年至398年，任交州刺史。[92]
- 杜瑗（字道言）：朱鳶人。東晉末年任日南、九真太守，平定李遜之亂，使交州重獲安寧。399年，晉廷授任為「龍驤將軍、交州刺史」。在廣州一帶作亂的盧循遣使與杜瑗通好，杜瑗斬其來使。[93]
- 杜慧度：杜瑗第五子，411年（東晉安帝義熙七年）獲授任交州刺史，參與平定盧循之亂。南朝宋宋武帝於421年（永初）二年拜授慧度為交州刺史。史稱他深得「吏民畏愛」。[94]423年去世。
- 杜慧期：杜慧度之弟。任交趾太守。[95]
- 杜弘文：杜慧度之子，宋文帝任為「鎮遠將軍、交州刺史」，史稱他「以寬和得眾」。後來宋廷派王徽之代任。[96]
- 王徽之：426年（南朝宋文帝元嘉四年）任為交州刺史。[92]
- 劉義康：南朝宋文帝元嘉年間（424年─453年），為都督江、交、廣州軍事。[92]
- 阮謙之：宋廷任為交州刺史，元嘉年間，阮謙之率兵征林邑，遇風暴而回。[97]
- 阮研：宋廷任為交州刺史。[98]
- 張穆之（字思靜）：宋廷任為交趾太守。[98]
- 阮弥之：430年至432年，任交州刺史。
- 李秀之：432年至434年，任交州刺史。
- 李耽之：434年至435年，任交州刺史。
- 苟道覆：435年至437年，任交州刺史。
- 徐森之：437年至443年，任交州刺史。
- 檀和之：元嘉末年（443年至446年）任「龍驤將軍、交州刺史」。曾派將領宗愨等擊敗林邑國王范陽邁。[99]
- 萧景宪：446年至451及455年至456年，任交州刺史。
- 垣閎（字叔通）：455年及458年至462年，宋廷任為交州刺史。[100]
- 垣閱：垣閎之弟，在九真郡任職。[101]
- 费淹：456年至458年，任交州刺史。
- 檀翼之：462年至465年，任交州刺史。
- 张牧：465年至468年，任交州刺史。
- 孙奉伯：468年，任交州刺史。
- 刘勃：468年至469年，任交州刺史。
- 陈伯绍：469年至471年及473年至475年，任交州刺史。
- 劉牧：南朝宋明帝時刺史。[102]
- 李長仁：约476年至477年，任刺史。[102]
- 沈煥：刘宋末年任刺史。但因李叔獻發兵拒守，未上任而卒。[102]。
- 沈景德：477年，任交州刺史。
- 赵超民：约478年至479年，任交州刺史。
- 李叔獻：李長仁從子。長仁死後，叔獻「領州事」，向宋廷要求任刺史，但被拒絕，只獲任武平、新昌二郡太守，於是叔獻發發兵守險。南朝齊高帝於479年（建元元年）任叔獻為刺史，然而叔獻仍割據一方，至485年（南朝齊武帝永明三年），齊廷派劉楷為刺史，率兵征討，叔獻才投降。[102]
- 劉楷：參與征討李叔獻，南朝齊武帝永明年間（483年─493年），担任刺史。[102]
- 房法乘：488年，任交州刺史。因有疾，不能理事，由長史伏登之擅掌權力。房法乘便與伏登之發生衝突，結果法乘被登之所執。[103]
- 伏登之：490年，擒獲房法乘後，齊廷任為交州刺史。[103]
- 申希祖：494年，任交州刺史。
- 臧灵智：494年，任交州刺史。
- 宋慈明：494年至498年，任交州刺史。
- 劉勃：齊廷任為交州刺史。[104]
- 李凱：南朝梁時的交州刺史，505年（梁武帝天監四年）造反，被李畟所平。[104]
- 李畟：原為交州長史，平定李凱的叛亂，梁廷任為刺史。[104]
- 王燮：梁廷任為刺史。[104]
- 侯諮：梁武帝大同（535年─546年）初年任交州刺史，因態度嚴刻，當地土豪李賁作反，侯諮逃到廣州。[105]
- 楊㬓：梁廷任為交州刺史，與陳霸先一同征討李賁。[105]
- 陳霸先：參與征討李賁的動亂，梁簡文帝大寶年間作交州刺史，後來返回朝廷爭奪帝位。[106]

※李賁起事以後，至隋朝管治交州（602年）以前的官吏委任情況，據中國大陸學者郭振鐸、張笑梅的說法，當時「交州刺史變更頻仍，中央各封建王朝對交州的統治，時而治時而亂。……其中交州刺史李幼榮、蕭勃、袁曇、頠尋、頠盛等均聽命於中國諸封建王朝的調遺，常向中央貢奉方物」。另外，據黎崱《安南志略》，尚有南朝陳宣帝太建初年授任歐陽紇為「都督交、廣等十九州軍事」、楊縉任「交愛二州都督」，以及楊休浦（字衛卿）在楊縉死後代領「交州都督」。

## 各朝地理建置

### 東漢時期交趾、九真、日南屬縣及人口
東漢時，於越南地區設置交趾郡、九真郡、日南郡，隸屬交州刺史部。（此外，交州尚轄有位於中國境內的南海郡、蒼梧郡、鬱林郡、合浦郡。）
東漢在越地設置的州郡縣，有如下表所述：
| 郡名                                                              | 轄縣                                       |
| ----------------------------------------------------------------- | ------------------------------------------ |
| 交趾郡 *西漢武帝時設置，轄縣十二。                                | 龍編縣 *為交趾郡郡治。                     |
| 交趾郡 *西漢武帝時設置，轄縣十二。                                | 𨏩𨻻縣                                     |
| 交趾郡 *西漢武帝時設置，轄縣十二。                                | 安定縣                                     |
| 交趾郡 *西漢武帝時設置，轄縣十二。                                | 苟屚縣                                     |
| 交趾郡 *西漢武帝時設置，轄縣十二。                                | 麊泠縣                                     |
| 交趾郡 *西漢武帝時設置，轄縣十二。                                | 曲陽縣                                     |
| 交趾郡 *西漢武帝時設置，轄縣十二。                                | 北帶縣                                     |
| 交趾郡 *西漢武帝時設置，轄縣十二。                                | 稽徐縣                                     |
| 交趾郡 *西漢武帝時設置，轄縣十二。                                | 西于縣                                     |
| 交趾郡 *西漢武帝時設置，轄縣十二。                                | 朱䳒縣                                     |
| 交趾郡 *西漢武帝時設置，轄縣十二。                                | 封谿縣 *公元43年，東漢光武帝建武十九年置。 |
| 交趾郡 *西漢武帝時設置，轄縣十二。                                | 望海縣 *公元43年，東漢光武帝建武十九年置。 |
| 九真郡 *西漢武帝時設置，轄縣五。 *戶口：46,513。 *人口：209,894。 | 胥浦縣 *為九真郡郡治。                     |
| 九真郡 *西漢武帝時設置，轄縣五。 *戶口：46,513。 *人口：209,894。 | 居風縣                                     |
| 九真郡 *西漢武帝時設置，轄縣五。 *戶口：46,513。 *人口：209,894。 | 咸懽縣                                     |
| 九真郡 *西漢武帝時設置，轄縣五。 *戶口：46,513。 *人口：209,894。 | 無功縣                                     |
| 九真郡 *西漢武帝時設置，轄縣五。 *戶口：46,513。 *人口：209,894。 | 無編縣                                     |
| 日南郡 *西漢武帝時設置，轄縣五。 *戶口：18,263。 *人口：100,676。 | 西卷縣 *為日南郡郡治。                     |
| 日南郡 *西漢武帝時設置，轄縣五。 *戶口：18,263。 *人口：100,676。 | 朱吾縣                                     |
| 日南郡 *西漢武帝時設置，轄縣五。 *戶口：18,263。 *人口：100,676。 | 盧容縣                                     |
| 日南郡 *西漢武帝時設置，轄縣五。 *戶口：18,263。 *人口：100,676。 | 象林縣                                     |
| 日南郡 *西漢武帝時設置，轄縣五。 *戶口：18,263。 *人口：100,676。 | 比景縣                                     |

※以上各項，依據司馬彪《續漢書志·郡國志》（北京中華書局范曄《後漢書》校注本，3531─3533頁）製成。

### 東吳在越地的建置
三國時期，東吳政權在越南地區設置交趾郡、新興郡、武平郡、九真郡、九德郡、日南郡，均隸屬交州。（此外，交州尚轄有位於中國境內的合浦郡及珠崖郡。）
東吳在越地設置的州郡縣，有如下表所述：
| 郡名                                              | 轄縣             |
| ------------------------------------------------- | ---------------- |
| 交趾郡 *漢時設置。                                | 龍編縣 *漢舊縣。 |
| 交趾郡 *漢時設置。                                | 苟屚縣 *漢舊縣。 |
| 交趾郡 *漢時設置。                                | 望海縣 *漢舊縣。 |
| 交趾郡 *漢時設置。                                | 𨏩𨻻縣 *漢舊縣。 |
| 交趾郡 *漢時設置。                                | 西于縣 *漢舊縣。 |
| 交趾郡 *漢時設置。                                | 朱䳒縣 *漢舊縣。 |
| 交趾郡 *漢時設置。                                | 曲陽縣 *漢舊縣。 |
| 交趾郡 *漢時設置。                                | 北帶縣 *漢舊縣。 |
| 交趾郡 *漢時設置。                                | 稽徐縣 *漢舊縣。 |
| 交趾郡 *漢時設置。                                | 定安縣 *漢舊縣。 |
| 交趾郡 *漢時設置。                                | 武寧縣 *吳置。   |
| 交趾郡 *漢時設置。                                | 吳興縣 *吳置。   |
| 交趾郡 *漢時設置。                                | 武安縣 *吳置。   |
| 交趾郡 *漢時設置。                                | 軍平縣 *吳置。   |
| 新興郡 *271年，東吳建衡三年，分交趾麊泠縣設置。   | 麊泠縣           |
| 新興郡 *271年，東吳建衡三年，分交趾麊泠縣設置。   | 嘉寧縣           |
| 新興郡 *271年，東吳建衡三年，分交趾麊泠縣設置。   | 吳定縣           |
| 新興郡 *271年，東吳建衡三年，分交趾麊泠縣設置。   | 封山縣           |
| 武平郡 *271年，東吳建衡三年，討扶嚴夷，以其地置。 | 武平縣           |
| 武平郡 *271年，東吳建衡三年，討扶嚴夷，以其地置。 | 封谿縣           |
| 武平郡 *271年，東吳建衡三年，討扶嚴夷，以其地置。 | 平道縣           |
| 武平郡 *271年，東吳建衡三年，討扶嚴夷，以其地置。 | 武興縣           |
| 武平郡 *271年，東吳建衡三年，討扶嚴夷，以其地置。 | 進山縣           |
| 武平郡 *271年，東吳建衡三年，討扶嚴夷，以其地置。 | 根寧縣           |
| 武平郡 *271年，東吳建衡三年，討扶嚴夷，以其地置。 | 安武縣           |
| 武平郡 *271年，東吳建衡三年，討扶嚴夷，以其地置。 | 扶安縣           |
| 九真郡 *漢時設置。                                | 胥浦縣 *漢舊縣。 |
| 九真郡 *漢時設置。                                | 都龐縣 *漢舊縣。 |
| 九真郡 *漢時設置。                                | 移風縣 *漢舊縣。 |
| 九真郡 *漢時設置。                                | 建初縣 *吳置。   |
| 九真郡 *漢時設置。                                | 常樂縣 *吳置。   |
| 九真郡 *漢時設置。                                | 扶樂縣 *吳置。   |
| 九德郡 *吳末，分九真郡置。                        | 咸驩縣           |
| 九德郡 *吳末，分九真郡置。                        | 九德縣           |
| 九德郡 *吳末，分九真郡置。                        | 陽成縣           |
| 九德郡 *吳末，分九真郡置。                        | 越常縣           |
| 九德郡 *吳末，分九真郡置。                        | 扶苓縣           |
| 九德郡 *吳末，分九真郡置。                        | 曲胥縣           |
| 日南郡 *漢時設置。                                | 朱吾縣 *漢舊縣。 |
| 日南郡 *漢時設置。                                | 盧容縣 *漢舊縣。 |
| 日南郡 *漢時設置。                                | 比景縣 *漢舊縣。 |
| 日南郡 *漢時設置。                                | 象林縣 *漢舊縣。 |
| 日南郡 *漢時設置。                                | 區粟縣 *故西捲。 |

※以上各項，依據呂士朋《北屬時期的越南》（香港中文大學新亞研究所出版，71─72頁）製成。

### 晉朝在越地的建置
晉朝時，在越南地區設置交阯郡、新昌郡、武平郡、九真郡、九德郡、日南郡，屬交州。（此外，交州尚轄有位於中國境內的合浦郡，一共統郡七，縣五十三，戶25,600。）
晉朝在越地設置的州郡縣，有如下表所述：
| 郡名                                                                                  | 轄縣                                    |
| ------------------------------------------------------------------------------------- | --------------------------------------- |
| 交趾郡 *漢時設置，統縣十四 *戶口：12,000。                                            | 龍編縣 *舊縣。                          |
| 交趾郡 *漢時設置，統縣十四 *戶口：12,000。                                            | 苟屚縣 *舊縣。                          |
| 交趾郡 *漢時設置，統縣十四 *戶口：12,000。                                            | 望海縣 *舊縣。                          |
| 交趾郡 *漢時設置，統縣十四 *戶口：12,000。                                            | 𨏩𨻻縣 *舊縣。                          |
| 交趾郡 *漢時設置，統縣十四 *戶口：12,000。                                            | 西于縣 *舊縣。                          |
| 交趾郡 *漢時設置，統縣十四 *戶口：12,000。                                            | 武寧縣 *舊縣。                          |
| 交趾郡 *漢時設置，統縣十四 *戶口：12,000。                                            | 朱䳒縣 *舊縣。                          |
| 交趾郡 *漢時設置，統縣十四 *戶口：12,000。                                            | 曲昜縣 *舊縣。                          |
| 交趾郡 *漢時設置，統縣十四 *戶口：12,000。                                            | 交興縣 * 呂士朋認為：「疑為吳之吳興。」 |
| 交趾郡 *漢時設置，統縣十四 *戶口：12,000。                                            | 北帶縣 *舊縣。                          |
| 交趾郡 *漢時設置，統縣十四 *戶口：12,000。                                            | 稽徐縣 *舊縣。                          |
| 交趾郡 *漢時設置，統縣十四 *戶口：12,000。                                            | 安定縣 *舊縣。                          |
| 交趾郡 *漢時設置，統縣十四 *戶口：12,000。                                            | 南定縣 *吳之武安。                      |
| 交趾郡 *漢時設置，統縣十四 *戶口：12,000。                                            | 海平縣 *吳之軍平。                      |
| 新昌郡 *吳時設置，統縣六。 *戶口：3,000。                                             | 麊泠縣 *舊縣。                          |
| 新昌郡 *吳時設置，統縣六。 *戶口：3,000。                                             | 嘉寧縣 *舊縣。                          |
| 新昌郡 *吳時設置，統縣六。 *戶口：3,000。                                             | 吳定縣 *舊縣。                          |
| 新昌郡 *吳時設置，統縣六。 *戶口：3,000。                                             | 封山縣 *舊縣。                          |
| 新昌郡 *吳時設置，統縣六。 *戶口：3,000。                                             | 臨西縣 *晉置。                          |
| 新昌郡 *吳時設置，統縣六。 *戶口：3,000。                                             | 西道縣 *晉置。                          |
| 武平郡 *吳置，統縣七。 *戶口：5,000。                                                 | 武寧縣 *舊縣。                          |
| 武平郡 *吳置，統縣七。 *戶口：5,000。                                                 | 武興縣 *舊縣。                          |
| 武平郡 *吳置，統縣七。 *戶口：5,000。                                                 | 進山縣 *舊縣。                          |
| 武平郡 *吳置，統縣七。 *戶口：5,000。                                                 | 根寧縣 *舊縣。                          |
| 武平郡 *吳置，統縣七。 *戶口：5,000。                                                 | 安武縣 *舊縣。                          |
| 武平郡 *吳置，統縣七。 *戶口：5,000。                                                 | 扶安縣 *舊縣。                          |
| 武平郡 *吳置，統縣七。 *戶口：5,000。                                                 | 封溪縣 *舊縣。                          |
| 九真郡 *漢時設置，統縣七。 *戶口：3,000。                                             | 胥浦縣 *舊縣。                          |
| 九真郡 *漢時設置，統縣七。 *戶口：3,000。                                             | 移風縣 *舊縣。                          |
| 九真郡 *漢時設置，統縣七。 *戶口：3,000。                                             | 津梧縣 *晉置。                          |
| 九真郡 *漢時設置，統縣七。 *戶口：3,000。                                             | 建初縣 *舊縣。                          |
| 九真郡 *漢時設置，統縣七。 *戶口：3,000。                                             | 常樂縣 *舊縣。                          |
| 九真郡 *漢時設置，統縣七。 *戶口：3,000。                                             | 扶樂縣 *舊縣。                          |
| 九真郡 *漢時設置，統縣七。 *戶口：3,000。                                             | 松原縣 *晉置。                          |
| 九德郡 *吳時設置，統縣八。 *戶口：3,000。                                             | 九德縣 *舊縣。                          |
| 九德郡 *吳時設置，統縣八。 *戶口：3,000。                                             | 咸驩縣 *舊縣。                          |
| 九德郡 *吳時設置，統縣八。 *戶口：3,000。                                             | 南陵縣 *晉置。                          |
| 九德郡 *吳時設置，統縣八。 *戶口：3,000。                                             | 陽遂縣 *舊縣，陽成改名。                |
| 九德郡 *吳時設置，統縣八。 *戶口：3,000。                                             | 扶苓縣 *舊縣                            |
| 九德郡 *吳時設置，統縣八。 *戶口：3,000。                                             | 曲胥縣 *舊縣。                          |
| 九德郡 *吳時設置，統縣八。 *戶口：3,000。                                             | 浦陽縣 *晉置。                          |
| 九德郡 *吳時設置，統縣八。 *戶口：3,000。                                             | 都洨縣 *晉置。                          |
| 日南郡 *漢時設置，統縣五。 *戶口：600。 *。呂士朋認為，本郡因「林邑侵據，名存實亡」。 | 象林縣 *舊縣。                          |
| 日南郡 *漢時設置，統縣五。 *戶口：600。 *。呂士朋認為，本郡因「林邑侵據，名存實亡」。 | 盧容縣 *舊縣。                          |
| 日南郡 *漢時設置，統縣五。 *戶口：600。 *。呂士朋認為，本郡因「林邑侵據，名存實亡」。 | 朱吾縣 *舊縣。                          |
| 日南郡 *漢時設置，統縣五。 *戶口：600。 *。呂士朋認為，本郡因「林邑侵據，名存實亡」。 | 西卷縣 *舊縣。                          |
| 日南郡 *漢時設置，統縣五。 *戶口：600。 *。呂士朋認為，本郡因「林邑侵據，名存實亡」。 | 比景縣 *舊縣。                          |
| 日南郡 *漢時設置，統縣五。 *戶口：600。 *。呂士朋認為，本郡因「林邑侵據，名存實亡」。 | 壽泠縣 *呂士朋：「晉置。」              |
| 日南郡 *漢時設置，統縣五。 *戶口：600。 *。呂士朋認為，本郡因「林邑侵據，名存實亡」。 | 無勞縣 *呂士朋：「晉置。」              |

※以上各項，依據房玄齡等《晉書·地理志》（北京中華書局校注本，465─466頁）及呂士朋《北屬時期的越南》（香港中文大學新亞研究所出版，73─74頁）製成。

### 南朝宋在越地的建置
南朝宋時，在越南地區設置交州（完全在越南境內），領交阯郡、武平郡、九真郡、九德郡、日南郡、義昌郡、宋平郡、新昌郡，共八郡，五十三縣，戶10,453。
南朝宋在越地設置的州郡縣，有如下表所述：
| 郡名 | 轄縣 |
| --- | --- |
| 交趾郡 *漢時設置，統縣十二。 *戶口：4,233。 | 龍編縣 *舊縣。 |
| 交趾郡 *漢時設置，統縣十二。 *戶口：4,233。 | 苟屚縣 *舊縣。 |
| 交趾郡 *漢時設置，統縣十二。 *戶口：4,233。 | 朱䳒縣 *舊縣。 |
| 交趾郡 *漢時設置，統縣十二。 *戶口：4,233。 | 吳興縣 *舊縣。 |
| 交趾郡 *漢時設置，統縣十二。 *戶口：4,233。 | 西于縣 *舊縣。 |
| 交趾郡 *漢時設置，統縣十二。 *戶口：4,233。 | 定安縣 *舊縣。 |
| 交趾郡 *漢時設置，統縣十二。 *戶口：4,233。 | 望海縣 *舊縣。 |
| 交趾郡 *漢時設置，統縣十二。 *戶口：4,233。 | 海平縣 *舊縣。 |
| 交趾郡 *漢時設置，統縣十二。 *戶口：4,233。 | 武寧縣 *舊縣。 |
| 交趾郡 *漢時設置，統縣十二。 *戶口：4,233。 | 𨏩𨻻縣 *舊縣。 |
| 交趾郡 *漢時設置，統縣十二。 *戶口：4,233。 | 曲昜縣 *舊縣。 |
| 交趾郡 *漢時設置，統縣十二。 *戶口：4,233。 | 南定縣 *舊縣。 |
| 武平郡 *吳時設置，統縣六。 *戶口：1,490。 * 沈約《宋書·州郡志》裡的內容有缺佚。                                                                 | 吳定縣 *舊縣。 |
| 武平郡 *吳時設置，統縣六。 *戶口：1,490。 * 沈約《宋書·州郡志》裡的內容有缺佚。                                                                 | 新道縣 *舊縣。 |
| 武平郡 *吳時設置，統縣六。 *戶口：1,490。 * 沈約《宋書·州郡志》裡的內容有缺佚。                                                                 | 晉化縣 *舊縣。 |
| 九真郡 *漢時設置，統縣十二（疑有誤）。 *戶口：2,328。                                                                                           | 移風縣 *舊縣。 |
| 九真郡 *漢時設置，統縣十二（疑有誤）。 *戶口：2,328。                                                                                           | 胥浦縣 *舊縣。 |
| 九真郡 *漢時設置，統縣十二（疑有誤）。 *戶口：2,328。                                                                                           | 松原縣 *舊縣。 |
| 九真郡 *漢時設置，統縣十二（疑有誤）。 *戶口：2,328。                                                                                           | 高安縣 *《宋書·州郡志》：「何《志》（何徐《州郡》）晉武帝立。《太康地志》無。《吳錄》晉分常樂立。」呂士朋認為是「宋置」。 |
| 九真郡 *漢時設置，統縣十二（疑有誤）。 *戶口：2,328。                                                                                           | 建初縣 *舊縣。 |
| 九真郡 *漢時設置，統縣十二（疑有誤）。 *戶口：2,328。                                                                                           | 常樂縣 *舊縣。 |
| 九真郡 *漢時設置，統縣十二（疑有誤）。 *戶口：2,328。                                                                                           | 軍安縣 *《宋書·州郡志》：「何《志》（何徐《州郡》）晉武帝立。《太康地志》無此縣，而交趾有軍平縣。」呂士朋認為是「宋置」。 |
| 九真郡 *漢時設置，統縣十二（疑有誤）。 *戶口：2,328。                                                                                           | 武寧縣 *《宋書·州郡志》：「吳立，何《志》（何徐《州郡》）武帝立。《太康地志》無此縣而交趾有。」呂士朋認為是「宋置」。     |
| 九真郡 *漢時設置，統縣十二（疑有誤）。 *戶口：2,328。                                                                                           | 都龐縣 *舊縣。 |
| 九真郡 *漢時設置，統縣十二（疑有誤）。 *戶口：2,328。                                                                                           | 寧夷縣 *《宋書·州郡志》：「何《志》（何徐《州郡》）晉武帝立。《太康地志》無。」呂士朋認為是「宋置」。                     |
| 九真郡 *漢時設置，統縣十二（疑有誤）。 *戶口：2,328。                                                                                           | 津梧縣 *舊縣。 |
| 九德郡 *吳時設置，統縣十一。 *戶口：809。 | 浦陽縣 *舊縣。 |
| 九德郡 *吳時設置，統縣十一。 *戶口：809。 | 陽遠縣 *《宋書·州郡志》：「陽遠，吳立曰陽成，太康二年（281年）更名，後省。」                                              |
| 九德郡 *吳時設置，統縣十一。 *戶口：809。 | 九德縣 *舊縣。 |
| 九德郡 *吳時設置，統縣十一。 *戶口：809。 | 咸驩縣 *舊縣。 |
| 九德郡 *吳時設置，統縣十一。 *戶口：809。 | 都洨縣 *舊縣。 |
| 九德郡 *吳時設置，統縣十一。 *戶口：809。 | 西安縣 *《宋書·州郡志》：「何《志》（何徐《州郡》）晉武帝立。《太康地志》無，《吳錄》亦無。」呂士朋認為是「宋末置」。     |
| 九德郡 *吳時設置，統縣十一。 *戶口：809。 | 南陵縣 *舊縣。 |
| 九德郡 *吳時設置，統縣十一。 *戶口：809。 | 越常縣 *舊縣。 |
| 九德郡 *吳時設置，統縣十一。 *戶口：809。 | 宋泰縣 *宋末置。 |
| 九德郡 *吳時設置，統縣十一。 *戶口：809。 | 宋昌縣 *宋末置。 |
| 九德郡 *吳時設置，統縣十一。 *戶口：809。 | 希平縣 *宋末置。 |
| 日南郡 *漢時設置，統縣七。 *戶口：402。 | 西卷縣 *舊縣。 |
| 日南郡 *漢時設置，統縣七。 *戶口：402。 | 盧容縣 *舊縣。 |
| 日南郡 *漢時設置，統縣七。 *戶口：402。 | 象林縣 *舊縣。 |
| 日南郡 *漢時設置，統縣七。 *戶口：402。 | 壽泠縣 *舊縣。 |
| 日南郡 *漢時設置，統縣七。 *戶口：402。 | 朱吾縣 *舊縣。 |
| 日南郡 *漢時設置，統縣七。 *戶口：402。 | 無勞縣 *舊縣。 |
| 日南郡 *漢時設置，統縣七。 *戶口：402。 | 北景縣 *舊縣。 |
| 義昌郡 *宋末立。 | ／ |
| 宋平郡 *《宋書·州郡志》：「孝武世，分日南立宋平縣，後為郡。」 *呂士朋據顧祖禹《讀史方輿紀要》卷一一二提出：「分交趾龍編縣立宋平縣，尋改為郡。」 | ／ |
| 新昌郡 *吳時設置。 | ／ |

※以上各項，依據沈約《宋書·州郡志》（北京中華書局校注本，1204─1208頁）及呂士朋《北屬時期的越南》（香港中文大學新亞研究所出版，75─76頁）製成。

### 南朝齊在越地的建置
南朝齊時，在越南地區設置交州、九真郡、武平郡、新昌郡、九德郡、日南郡、交阯郡、宋平郡、義昌郡。（另外，還有位於中國境內的宋壽郡，於480年從越州割歸交州管轄。）
南朝齊在越地設置的州郡縣，有如下表所述：
| 郡名                                                                                       | 轄縣 |
| ------------------------------------------------------------------------------------------ | --- |
| 九真郡 *漢時設置。                                                                         | 移風縣 *舊縣。 |
| 九真郡 *漢時設置。                                                                         | 胥浦縣 *舊縣。 |
| 九真郡 *漢時設置。                                                                         | 松原縣 *舊縣。 |
| 九真郡 *漢時設置。                                                                         | 高安縣 *舊縣。 |
| 九真郡 *漢時設置。                                                                         | 建初縣 *舊縣。 |
| 九真郡 *漢時設置。                                                                         | 常樂縣 *舊縣。 |
| 九真郡 *漢時設置。                                                                         | 津梧縣 *舊縣。 |
| 九真郡 *漢時設置。                                                                         | 軍安縣 *舊縣。 |
| 九真郡 *漢時設置。                                                                         | 吉龐（都龐）縣 *舊縣。                                                                                              |
| 九真郡 *漢時設置。                                                                         | 武寧縣 *舊縣。 |
| 武平郡 *吳時設置。                                                                         | 武定縣 *吳之武平。                                                                                                  |
| 武平郡 *吳時設置。                                                                         | 封溪縣 *吳故縣。 |
| 武平郡 *吳時設置。                                                                         | 平道縣 *吳故縣。 |
| 武平郡 *吳時設置。                                                                         | 武興縣 *吳故縣。 |
| 武平郡 *吳時設置。                                                                         | 根寧縣 *吳故縣。 |
| 武平郡 *吳時設置。                                                                         | 南移縣 *齊置。 |
| 新昌郡 *吳時設置。                                                                         | 范信縣 *齊置。 |
| 新昌郡 *吳時設置。                                                                         | 嘉寧縣 *晉故縣。 |
| 新昌郡 *吳時設置。                                                                         | 封山縣 *晉故縣。 |
| 新昌郡 *吳時設置。                                                                         | 西道縣 *晉故縣。 |
| 新昌郡 *吳時設置。                                                                         | 臨西縣 *晉故縣。 |
| 新昌郡 *吳時設置。                                                                         | 吳定縣 *晉故縣。 |
| 新昌郡 *吳時設置。                                                                         | 新道縣 *宋時武平郡。                                                                                                |
| 新昌郡 *吳時設置。                                                                         | 晉化縣 *宋時武平郡。                                                                                                |
| 九德郡 *吳時設置。                                                                         | 九德縣 *舊縣。 |
| 九德郡 *吳時設置。                                                                         | 咸驩縣 *舊縣。 |
| 九德郡 *吳時設置。                                                                         | 浦陽縣 *舊縣。 |
| 九德郡 *吳時設置。                                                                         | 南陵縣 *舊縣。 |
| 九德郡 *吳時設置。                                                                         | 陽遠縣 *《宋書·州郡志》：「陽遠，吳立曰陽成，太康二年（281年）更名，後省。」                                        |
| 九德郡 *吳時設置。                                                                         | 都洨縣 *舊縣。 |
| 九德郡 *吳時設置。                                                                         | 越常縣 *舊縣。 |
| 九德郡 *吳時設置。                                                                         | 西安縣 *《宋書·州郡志》：「何《志》（何徐《州郡》）晉武帝立。《太康地志》無，《吳錄》亦無。」呂士朋認為是「宋末置」 |
| 日南郡 *漢時設置。                                                                         | 西捲縣 *舊縣。 |
| 日南郡 *漢時設置。                                                                         | 象林縣 *舊縣。 |
| 日南郡 *漢時設置。                                                                         | 壽泠縣 *舊縣。 |
| 日南郡 *漢時設置。                                                                         | 朱吾縣 *舊縣。 |
| 日南郡 *漢時設置。                                                                         | 比景縣 *舊縣。 |
| 日南郡 *漢時設置。                                                                         | 盧容縣 *舊縣。 |
| 日南郡 *漢時設置。                                                                         | 無勞縣 *舊縣。 |
| 交阯郡 *漢時設置。                                                                         | 龍編縣 *舊縣。 |
| 交阯郡 *漢時設置。                                                                         | 武寧縣 *舊縣。 |
| 交阯郡 *漢時設置。                                                                         | 望海縣 *舊縣。 |
| 交阯郡 *漢時設置。                                                                         | 苟屚縣 *舊縣。 |
| 交阯郡 *漢時設置。                                                                         | 吳興縣 *舊縣。 |
| 交阯郡 *漢時設置。                                                                         | 西于縣 *舊縣。 |
| 交阯郡 *漢時設置。                                                                         | 朱䳒縣 *舊縣。 |
| 交阯郡 *漢時設置。                                                                         | 南定縣 *舊縣。 |
| 交阯郡 *漢時設置。                                                                         | 曲昜縣 *舊縣。 |
| 交阯郡 *漢時設置。                                                                         | 海平縣 *舊縣。 |
| 交阯郡 *漢時設置。                                                                         | 𨏩𨻻縣 *舊縣。 |
| 宋平郡 *宋時設置。                                                                         | 昌國縣 *齊置。 |
| 宋平郡 *宋時設置。                                                                         | 義懷縣 *齊置。 |
| 宋平郡 *宋時設置。                                                                         | 綏寧縣 *齊置。 |
| 義昌郡 *蕭子顯《南齊書·州郡志》：「永元二年（500年），改沃屯置。」 *呂士朋：「領縣無考。」 | |

※以上各項，依據蕭子顯《南齊書·州郡志》（北京中華書局校注本，266─267頁）及呂士朋《北屬時期的越南》（香港中文大學新亞研究所出版，76─79頁）製成。

### 南朝梁時在越地的建置
南朝梁在509年以前，州郡建置大指沿襲宋齊。其後州份漸多，廢置合分不可勝計。原本的交州分成興州、愛州、利州、明州、德州、安州（不在越南境內）、黃州（不在越南境內）。有時州的大小還不如以往一郡。
南朝梁在越地設置的州郡縣，有如下表所述：
| 州名              | 轄郡   | 轄縣           |
| ----------------- | ------ | -------------- |
| 交州              | 交趾郡 | 龍編縣（舊縣） |
| 交州              | 交趾郡 | 武寧縣（舊縣） |
| 交州              | 交趾郡 | 望海縣（舊縣） |
| 交州              | 交趾郡 | 苟屚縣（舊縣） |
| 交州              | 交趾郡 | 吳興縣（舊縣） |
| 交州              | 交趾郡 | 西于縣（舊縣） |
| 交州              | 交趾郡 | 朱䳒縣（舊縣） |
| 交州              | 交趾郡 | 南定縣（舊縣） |
| 交州              | 交趾郡 | 曲陽縣（舊縣） |
| 交州              | 交趾郡 | 海平縣（舊縣） |
| 交州              | 交趾郡 | 𨏩𨻻縣（舊縣） |
| 交州              | 宋平郡 | 昌國縣（舊縣） |
| 交州              | 宋平郡 | 義懷縣（舊縣） |
| 交州              | 宋平郡 | 綏寧縣（舊縣） |
| 交州              | 武平   | 武定縣（舊縣） |
| 交州              | 武平   | 武興縣（舊縣） |
| 交州              | 武平   | 根寧縣（舊縣） |
| 交州              | 武平   | 南移縣（舊縣） |
| 興州              | 新昌郡 | 嘉寧縣（舊縣） |
| 興州              | 新昌郡 | 封山縣（舊縣） |
| 興州              | 新昌郡 | 西道縣（舊縣） |
| 興州              | 新昌郡 | 臨西縣（舊縣） |
| 興州              | 新昌郡 | 吳定縣（舊縣） |
| 興州              | 新昌郡 | 新道縣（舊縣） |
| 興州              | 新昌郡 | 晉化縣（舊縣） |
| 興州              | 新昌郡 | 范信縣（舊縣） |
| 愛州              | 九真郡 | 胥浦縣（舊縣） |
| 愛州              | 九真郡 | 移風縣（舊縣） |
| 愛州              | 九真郡 | 松原縣（舊縣） |
| 愛州              | 九真郡 | 建初縣（舊縣） |
| 愛州              | 九真郡 | 常樂縣（舊縣） |
| 愛州              | 九真郡 | 吉龐縣（舊縣） |
| 愛州              | 九真郡 | 津梧縣（舊縣） |
| 愛州              | 九真郡 | 高安縣（舊縣） |
| 愛州              | 九真郡 | 軍安縣（舊縣） |
| 愛州              | 九真郡 | 武寧縣（舊縣） |
| 愛州              | 九真郡 | 九真縣（梁置） |
| 愛州              | 九真郡 | 日南縣（梁置） |
| 利州 所領郡縣未詳 | ／     | ／             |
| 明州 所領郡縣未詳 | ／     | ／             |
| 德州              | 九德郡 | 九德縣（舊縣） |
| 德州              | 九德郡 | 咸驩縣（舊縣） |
| 德州              | 九德郡 | 越常縣（舊縣） |
| 德州              | 九德郡 | 浦陽縣（舊縣） |
| 德州              | 九德郡 | 南陵縣（舊縣） |
| 德州              | 九德郡 | 都洨縣（舊縣） |
| 德州              | 九德郡 | 西安縣（舊縣） |
| 德州              | 九德郡 | 安遠縣（梁置） |
| 德州              | 日南郡 | 象林縣（舊縣） |
| 德州              | 日南郡 | 盧容縣（舊縣） |
| 德州              | 日南郡 | 朱吾縣（舊縣） |
| 德州              | 日南郡 | 西捲縣（舊縣） |
| 德州              | 日南郡 | 比景縣（舊縣） |
| 德州              | 日南郡 | 壽泠縣（舊縣） |
| 德州              | 日南郡 | 無勞縣（舊縣） |

※以上各項，依據 呂士朋《北屬時期的越南》（香港中文大學新亞研究所出版，79-81頁）製成。

### 南朝陳的情況
南朝陳時期在越地的地理建置具體情況，如學者呂士朋認為已「無從考索」，並指出：「陳武帝永定二年（558年），仍以歐陽頠為廣州刺史、都督交廣等十九州，十九州中包括交州方面之交州、南新州、愛州、德州、利州、明州及不在今越南境內之安州、黃州等。按南新州，陳武帝永定三年（559年）置新州於新昌，領郡二：即新昌郡，領吳定等八縣，實即梁時興州地；武平郡，領武定等六縣，乃割梁時交州之武平郡歸屬之。其餘州郡多仍梁舊。而實際上，其時交州方面，李佛子割據，建國稱號，陳之政治勢力，始終未曾進入。故陳時對交州之郡縣建置，雖有若無，名存實亡。

## 貨幣的流通
第二次北屬時期中國內地長期處於分裂狀態，然而地區民眾仍保持往來，故此越南地區曾使用多個政權的錢幣。東漢時，越地使用光武帝時始鑄的東漢五銖。東漢末、三國時期，因戰亂頻繁，錢幣使用受到影響，統治南方的東吳更一度停止鑄錢，任民間以穀帛交易，到238年以後才開始鑄幣，從而也流通至越南地區。與此同時，蜀地割據者劉璋、劉備的貨幣，也流通到越南。到晉代時期，越南地區仍然使用蜀、吳貨幣。後世學者認為，在這種貨幣混雜流通的情況下，可能已不是按幣面價值使用，而是按枚數使用，不過交州地區經濟仍在正常發展。到南北朝，錢幣使用進一步減少，只有梁朝的梁五銖被證實曾在越南使用，而主要的交易媒介已轉為金、銀、鹽、米、布等等了。
在現代越南，出土了東漢中央朝廷、漢末劉璋、蜀漢、東吳及南朝梁所鑄的貨幣，這些貨幣詳情列於下表：
| 所屬政權 | 貨幣名稱 | 鑄造時期       | 形制 | 備注 |
| -------- | -------- | -------------- | --- | --- |
| 東漢     | 五銖錢   | 公元40年始鑄。 | 有「五」字相交兩筆彎曲、「銖」字的「金」旁字頭為較大正三角形和四點變長、「朱」旁筆劃圓折，中竪兩端略細等數種。                                               | 又稱為「東漢五銖」。 |
| 劉璋     | 蜀五銖   | 約在214年之前  | 錢體較一般五銖小，「五銖」二字筆畫肥壯，銅色赭黑。 | 該幣流入可能在三國時期早期流入越南地區。 |
| 蜀漢     | 直百五銖 | 214年以後      | 錢文用篆書，對讀。一般為光背，少量背有「為」字，以示鑄造地在蜀漢犍為郡。初期鑄造約重8克，後減到6克，約在235年又改鑄2克重，249年後不斷減重，至每枚0.6克左右。 | 直百五銖原意是一枚當蜀五銖一百枚，其後減重至2克時，面值僅是虛名，實際上一枚直百五銖只能當一枚蜀五銖使用。流傳在越南的直百五銖大多是2克重左右的。 |
| 東吳     | 大泉五百 | 236年始鑄      | 初重約12克，後改為8克。「大泉五百」四字篆書，對讀，古樸遒勁。正、背面均有內外廓。                                                                            | 越南出土者大都是8克左右。 |
| 東吳     | 大泉當千 | 238年始鑄      | 初鑄時約20克左右，後減重為11或12克。錢文「大泉當千」四字篆書，旋讀。                                                                                         | 該錢一枚當小錢千枚，鑄行不久後民眾大為反對，吳帝孫權乃停鑄並出價收回，但民間仍有奸人私鑄此款錢幣，減重至4克以下，越南地區流通有這種私鑄減重錢。  |
| 南朝梁   | 梁五銖   | ─              | ─ | 出土數量非常稀少，可見流入量甚少，並可能因量少，反而被收藏或用作器物原料。                                                                       |

## 對外交通
在第二次北屬時期，越南中、北部地區是中國對南洋交通的重要孔道。臺灣學者呂士朋指出「交州位居我國（中國）西南，地濱南海，南洋及西方諸國之人，由海道來中國，大都先在交州登陸」，當中的日南郡是「海外諸國貢献必經之道」。法國學者伯希和也提到：「紀元初年，中國與南海諸國商業政治關係頻繁之時。交趾──質言之東京，曾為航行之終點。」
在東漢時期，南亞地區的葉調（今爪哇）、撣國（今緬北）、天竺國（今印度）等國，所派至中國的使節，均經日南入境。166年（東漢桓帝延熹九年），羅馬帝國（中國史書稱作「大秦」）人士到中國致送象牙、犀角、瑇瑁等禮品，也是途經日南。
到三國時代，交州地區的交通重要性更為突出。東吳的交州刺史呂岱曾遺使「南宣國化」，讓林邑、扶南等國派員入吳交往。在西方，有羅馬帝國商人來到交趾，並在交趾太守吳邈協助下晉見孫權。
晉代時，自南海「通中國者蓋尠」，越地交通一度處於低潮，到南朝的宋、齊時，中國對南海的交流才見起色，而當時「商貨所資，或出交部」，越北的交州地區仍是重要交通地點之一。到梁朝時中國南海交流日益頻繁，「航海歲至，踰於前代」，而交州從中也發揮重要作用。到日後的隋朝時期，交趾仍發揮此一功能，與南海（今中國廣州）同為對南方交往的重要地帶，《隋書》記載「南海、交趾，各一都會也，並所處近海，多犀象瑇瑁珠璣，奇異珍瑋，故商賈至者，多取富焉」。

## 文化發展

### 中國文化的輸入
越南在第一次北屬時，因中國內地人移入日多，加上推行文治教化政策，使當地加深接觸中國文化。到東漢晚期，有交州人士李進任交州刺史，李琴、張重等在中國內地任官。到漢末全國大亂，交州則在士燮家族管治下，政局相對安定，而且能謙恭待人，因而吸引到「中國士人往依避難」，例如桓曄、許靖、許慈、劉熙、程秉、薛綜等等，這批人士在文化界均有一定地位，對越地文化也起到了相當的推動作用。
在三國時代的東吳統治時，先前避難到交州的士人，回到北方的甚多。但亦有文官被貶到交州，而且潛心學問，因而維持了當地文風。如被孫權流放到交州的虞翻，「雖處放，而講學不倦，門徒常數百人。又為《老子》、《論語》、《國語》訓注，皆傳於世」。又如東吳名臣顧雍之子顧譚，在交州「幽而發憤，著《新言》二十篇」。
另外，中國魏晉南北朝時代的好玄學、重門第等風尚，亦影響越地。如出身交州官宦的杜慧度，「布衣蔬食，儉約質素，能彈琴，頗好莊、老。禁斷淫祀，崇修學校」。在南朝梁時，有一位善於文學的交趾并韶，希望在朝廷求得高官職位，但由於「并姓無前賢」而落空，後來憤而參與李賁起義。

### 佛教傳入
第二次北屬期間，佛教從中國傳入。推動傳播這些宗教的，較重要的有牟子。牟子在東漢末年時避亂交趾，獲得當地太守士燮招攬，著有《理惑論》，貶抑百家經傳，斥神仙方術，尊崇佛教。
自牟子開始，佛教在交州盛行。在三國時代的東吳，康僧會（祖先是康居人，父親因經商移居交趾）在交趾出家為僧，由於受「舍利之感應」，獲得東吳朝廷重視，並從而帶動了中國江南的佛教發展。在255年時，有西域僧人支彊梁接在交州譯《法華三昧經》。學者呂士朋認為，康僧會和支彊梁接等的事跡，反映了佛教在交州興盛的情況。

## 自然異象
越南在第二次北屬時期發生了若干自然異象，相關記錄如下：
- 東漢安帝元初元年農曆三月己卯（114年5月10日），日南郡地坼，長百八十二里。[127]
- 東吳孫亮五鳳元年（254年）農曆六月，交阯郡稗草化為稻。此事被指為「五穀變種，此草妖也」。[128]
- 東晉成帝咸和七年（332年），九德郡人袁榮的家牛，生下「兩頭八足，二尾共身」的小牛。[129]

1. ↑  有典籍記載，陸胤所平定的起事者，有九真軍寧縣女子趙嫗。如黎崱《安南志略》卷十五裡載：「趙嫗，九真軍寧縣女子。少不嫁。乳長三尺，置於背外；著金褐齒履；乘象頭，與敵戰，居山中，聚黨為盜，交州刺史陸胤誅之[22]。趙嫗是否真正存在仍無法證實，最早出現趙嫗記載的是《太平御覽》引 晉朝劉欣期《交州記》，而官方史書最早出現趙氏貞的文獻是《大越史記全書》引《交趾志》，距她的時代已千年有餘，且《交州志》、《交州記》兩書皆已散佚，無法證實真偽。1788年阮文惠的檄文內甚至也沒有她的記載。